# Vol de nuit (parfum)
Pour les articles homonymes, voir Vol de nuit (homonymie).
Vol de nuit est un parfum de la maison Guerlain, créé en 1933 par Jacques Guerlain. 

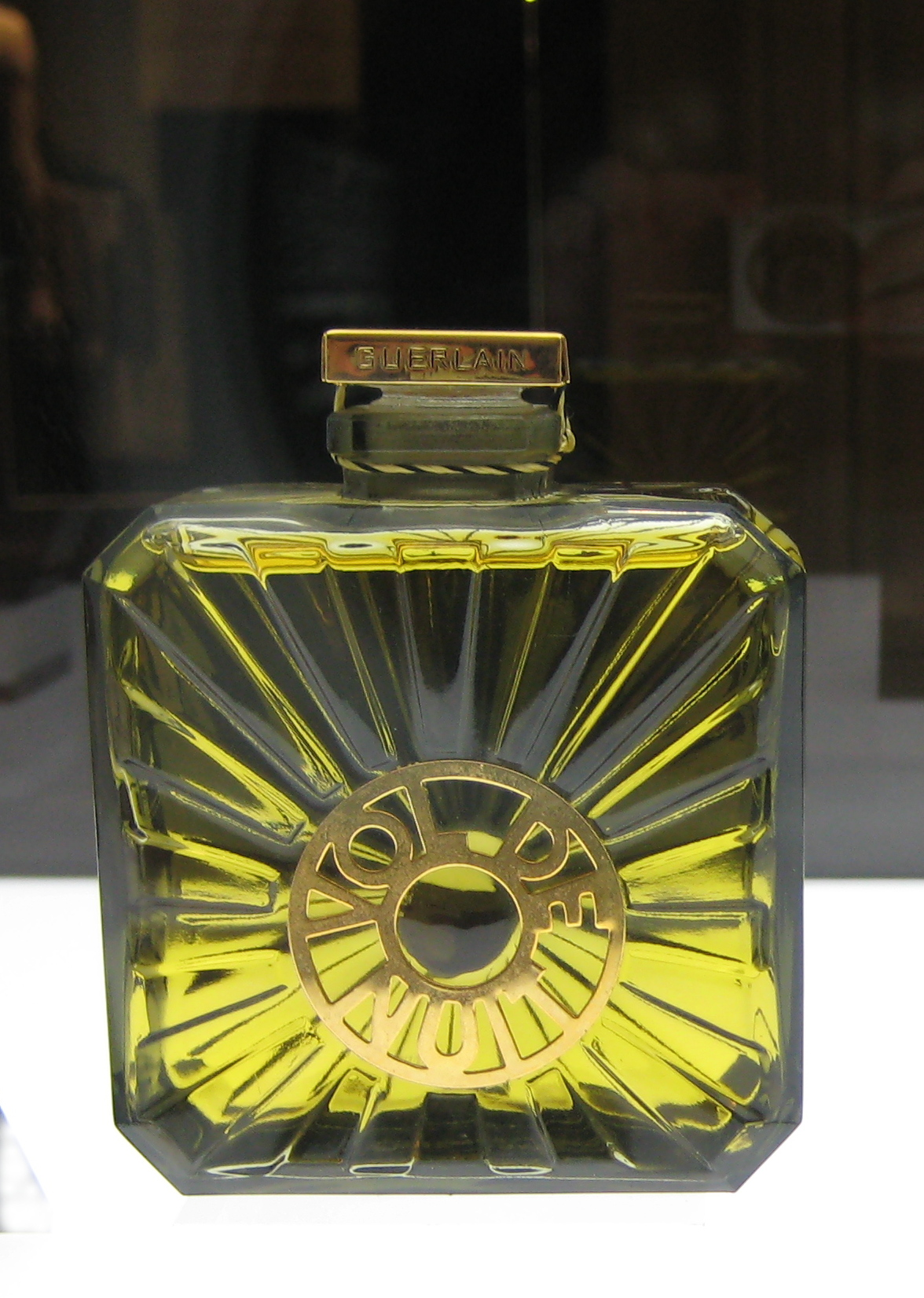
Vol de nuit de Guerlain.

Ce parfum fait référence au roman homonyme d'Antoine de Saint-Exupéry, publié deux ans plus tôt en 1931. 1933 est aussi l'année de création de la compagnie Air France. Ainsi ce parfum rend hommage aux premières femmes aviatrices et ainsi à un caractère aventurier, fort, émancipé et libre.
Le flacon d'inspiration Art Déco alliant verre et métal est une œuvre de Raymond Guerlain.

## Composition
Enfin, ses notes de fond sont moins orientales avec une guerlinade plus boisée et plus sèche qu'à l'accoutumée. La présence de la mousse de chêne et cette dimension boisée (santal, patchouli) rapprochent ce parfum de l'univers des chyprés. Il est moins poudré et vanillé que ses prédécesseurs (vanille, notes résinées, iris).
Le parfum s'achève dans quelques notes animales et cuirées. D'ailleurs, on associe souvent Vol de Nuit dans l'imaginaire collectif à un manteau de fourrure, en raison de ses notes animales.